# Classe Stenka
Ne doit pas être confondu avec Classe Stenka ou Classe Tarantul.
La classe Stenka est le nom officiel de l'OTAN d'une classe de patrouilleurs de marine soviétique et de ses alliés. La désignation soviétique était Project 205P Tarantul (à ne pas confondre avec les corvettes de classe Tarantul). Les navires sont une version du bâtiment de patrouille anti-sous-marin lance-missiles (ASW) de classe Osa.

## Historique
Peu après le milieu des années 1960, les Soviétiques se lancent dans la construction d’une grande série de navires de patrouille côtière (Pogranichnyy storozhevoy Korabl, PSKR) sur la base de la classe Osa. Quatre-vingt-dix unités sont construites entre 1967 et 1977 et presque toutes sont affectées à la direction générale des garde-frontières du KGB, les derniers des 114 navires sont livrés en 1990.
Un navire géorgien, le Giorgi Toreli, est coulé lors de la Bataille des côtes d'Abkhazie en aout 2008 par la flotte de la mer noire russe.
Le 18 janvier 2024, un navire de la Garde côtière russe en Mer Noire est annoncé coulé à la suite d'une attaque ukrainienne par une ONG qui a repéré l'épave. Le naufrage aurait eu lieu il y a plusieurs semaines.

## Description
La classe Stenka est proche de la classe Osa avec une coque similaire mais des superstructures différentes. D’une longueur de 39,50 m, ces navires déplacent 210 t à pleine charge pour un tirant d’eau de 1,80 m. La propulsion est identique à celles des navires de la classe Osa I, trois moteurs Diesel développant au total 12 000 ch (8 950 kW) sur trois arbres, ce qui leur permet d’atteindre une vitesse maximale de 36 nœuds. L’équipage est de vingt-deux marins.
La plupart de ces patrouilleurs sont armés pour la lutte anti-sous-marine avec quatre tubes tirant des torpilles acoustiques et deux râteliers contenant chacun six charges de profondeur. La détection des submersibles est assurée par un sonar remorqué. L’armement est complété par deux tourelles disposant chacune de deux canons antiaériens de 30 mm. Outre le sonar, les navires de classe Stenka disposent également d’un radar de veille Pot Drum, d’un radar de conduite de tir Drum Tilt, d’un IFF High Pole-B et de deux interrogateurs IFF Square Head.

## Utilisateurs ex-soviétiques
- Marine soviétique : Au total, 114 ou 117 bâtiments  ont été construits entre 1967 et 1990. Ils étaient exploités par les garde-frontières maritimes.
- Flotte maritime militaire de Russie : Environ 19 survivants opérés par les Garde-côtes de Russie.
- Marine azerbaïdjanaise : 5 bâtiments ;
- Marine ukrainienne : 10 [Quand ?] bâtiments (peuvent être exploités par la garde maritime ukrainienne)
- Marine géorgienne : 2 bâtiments (le "Batumi" a été démoli en 2006, et le Giorgi Toreli coulé lors de la Bataille des côtes d'Abkhazie en aout 2008)

## Utilisateurs étrangers
- Forces armées cubaines : 4 bâtiments exportés en 1985
- Cambodge : 5 batiments transférés de 1985 à 1987. Réarmés avec deux canons de calibre Bofors 40 mm vers l'avant remplaçant les tourelles AK-230. Les tubes lance-torpilles ont été retirés.